# Nanningi metró
A Nanningi metró vagy hivatalos nevén Nanning Rail Transit (egyszerűsített kínai írással: 南宁轨道交通, hagyományos kínai írással: 南寧軌道交通, pinjin: ) Kínában található Nanning városban és vonzáskörzetében. A metróhálózat hossza 2024. áprilisában 128,2 km, a metróvonalak száma 5 és az állomások száma 101 volt. Éves utasforgalma 273 250 000 fő (2019). Az első vonal 2016. június 28-án nyílt meg.

## Forgalom
Az utasforgalom az elmúlt években az alábbi módon változott:
| 2017 | 97 100 000  |
| 2019 | 273 250 000 |